# Liparochrus carnei
Liparochrus carnei là một loài bọ cánh cứng trong họ Hybosoridae. Loài này được Paulian miêu tả khoa học năm 1980.